# Aisha Tyler
Aisha Tyler (São Francisco, 18 de setembro de 1970) é uma atriz e apresentadora de televisão estadunidense, conhecida por ter atuado nas séries de televisão Friends, CSI, 24 e Ghost Whisperer, e por ter apresentado o programa Talk Soup, já em seus momentos finais. Ela também faz a voz de Lana Kane no Seriado Archer do Canal FX. Atualmente participa da série de grande sucesso da CBS, Criminal Minds, como a psicóloga, Drª Tara Lewis.
Na série Friends, interpreta Charlie, ( uma  Paleontóloga, que envolve-se primeiro com Joey e posteriormente com Ross. Este último é trocado por um ex-namorado doutor com quem Charlie reata o relacionamento.)